# Asterorhombus intermedius
Asterorhombus intermedius är en fiskart som först beskrevs av Bleeker, 1865.  Asterorhombus intermedius ingår i släktet Asterorhombus och familjen tungevarsfiskar. Inga underarter finns listade.

## Bildgalleri

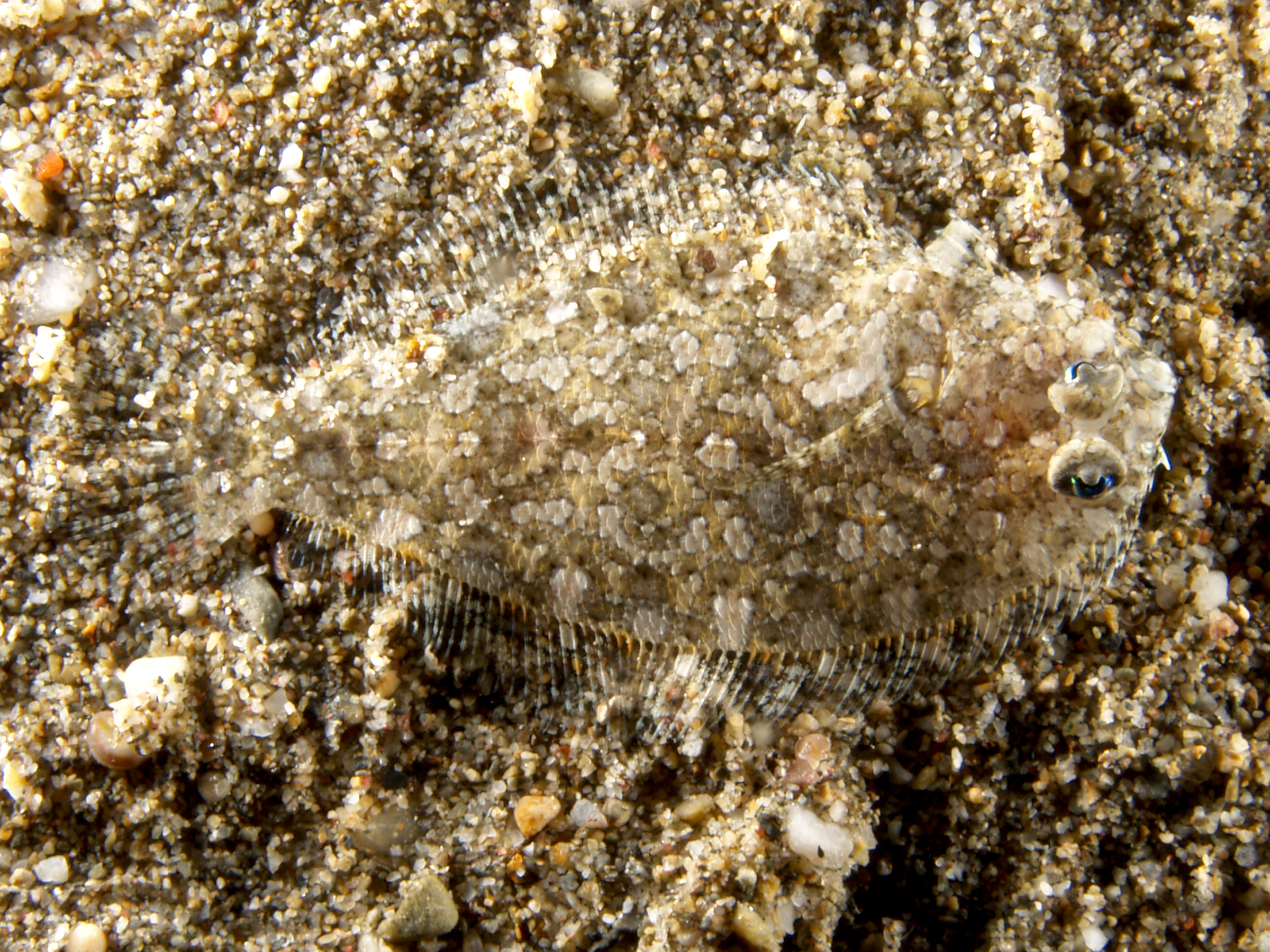
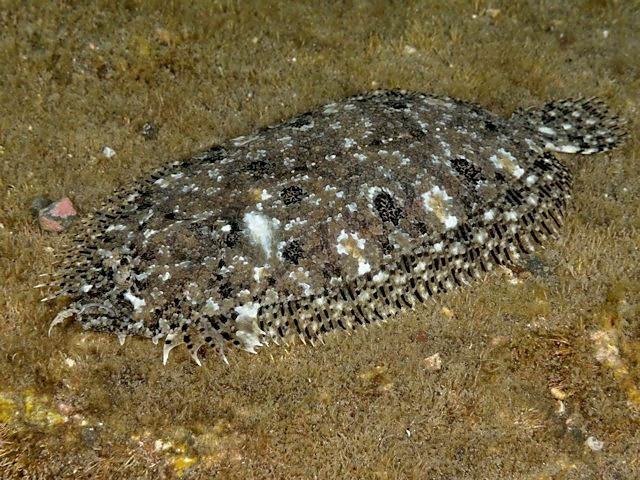